# Stefano Strappa
Stefano Strappa (Camerino, 22 giugno 1959) è un dirigente sportivo ed ex calciatore italiano, di ruolo centrocampista.

## Carriera
È cresciuto in diversi settori giovanili: prima Invicta, squadra rionale di Macerata, poi alla Maceratese, infine è stato acquistato dal Conegliano.

Strappa (a destra) in azione alla Triestina nel 1988, in contrasto sul bolognese Marocchi.

Con i veneti ha giocato prima nella Beretti, poi ha esordito in Serie C2, dove si è fatto notare per i suoi buonissimi piedi. Nel 1980 venne acquistato dall'Udinese, che poi lo girò per alcuni anni in prestito al Varese, dove disputò dei campionati di Serie B.
Nell'estate del 1985 venne ceduto a titolo definitivo alla Triestina, dove nella stagione 1985-1986 sfiorò la promozione in Serie A. Negli anni seguenti ha vestito le maglie di Avellino, Barletta e Palermo. Con l'eccezione dell'Avellino, tutte le sue militanze in compagini del campionato cadetto (Varese, Triestina, Barletta e Palermo) si sono concluse con la retrocessione in Serie C1.
Nella stagione 1992-1993 tornò alla Maceratese, dove vinse il campionato e riportò i pistacoppi in Serie C2.
In carriera ha totalizzato 332 presenze e 14 reti in Serie B.

## Dopo il ritiro
Ha collaborato a lungo con la Cingolana, club in cui ha ricoperto il ruolo di direttore generale e di direttore sportivo. Nel dicembre del 2012 ha assunto il ruolo di collaboratore all'interno dei quadri dirigenziali del club.
Oltre a intraprendere la carriera di direttore sportivo, ha collaborato con la Scuola Calcio Giovanni Pagliari fondata da Moreno Morbiducci e dai fratelli Giovanni e Dino Pagliari.